# 米德韋 (堪薩斯州)
米德韋（英語：Midway）為美國堪薩斯州克勞福德縣的非建制地區。

## 歷史
此社區起初為座礦區小鎮，且是煤炭鐵路運輸的主要裝運地點之一。
此社區的郵政局於1871年2月7日開設，但是在1878年3月15日時終止營業。郵政局之後在1886年8月17日再次營業，此時郵政局名稱更名為尼亞克（Nyack），直到1887年5月11日郵政局名稱才恢復到舊名米德韋。郵政局於1912年7月15日永久終止營業。